# Sergio Segura
Sergio Segura Álvaro  (Madrid, España, 1 de febrero de 1978) es un exfutbolista español que se desempeñaba como guardameta. Actualmente sigue siendo el entrenador de porteros del Real Oviedo, que milita en la Segunda División Española.

## Clubes
| Club                             | País   | Año         |
| -------------------------------- | ------ | ----------- |
| U. D. San Sebastián de los Reyes | España | 1999 - 2000 |
| Real Oviedo                      | España | 2001        |
| C. P. Ejido                      | España | 2002        |
| Rayo Vallecano                   | España | 2002-2006   |
| Mérida U. D.                     | España | 2006-2007   |
| A. D. Alcorcón                   | España | 2007-2008   |
| Caudal Deportivo                 | España | 2010-2013   |
| Atlético de Lugones              | España | 2013-2014   |
| SD Lenense                       | España | 2014-2016   |